# Francisco de Bourbon
Francisco de Bourbon, conde de Vendôme (1470 - 3 de Outubro de 1495), filho de João II de Bourbon e de Isabel de Beauvau, senhora de La Roche-sur-Yon. À morte do pai, quando tinha sete anos de idade, tornou-se conde. Durante sua infância, teve como tutor seu tio Luís o Feliz.
Em 1484, recebeu o baronato de Mondoubleau, o qual foi incorporado ao condado de Vendôme. Francisco foi um fiel seguidor de Ana de Beaujeu e de Carlos VIII de França.

## Descendência
Casou-se em 1487 com Maria de Luxemburgo, viúva de Jaime de Saboia, conde de Romont. Trouxe-lhe vários estados como dote, incluundo os condados de Saint-Pol e de Soissons, na Picardia. Tiveram seis filhos:
- Carlos de Bourbon, duque de Vendôme;
- Jaime de Bourbon;[3]
- Francisco de Bourbon, Conde de Saint-Pol;
- Luís de Bourbon, arcebispo de Sens;
- Antonieta de Bourbon, casada com Cláudio de Lorena, Duque de Guise;
- Luísa de Bourbon, abadessa de Fontevraud.